# 320 v.Chr.
Het jaar 320 v.Chr. is een jaartal volgens de christelijke jaartelling. 

## Gebeurtenissen

### Griekenland
- Het Macedonische Rijk wordt in een coalitieverdrag door de generaals (diadochen) van Alexander de Grote verenigd.
  - Antipater en zijn zoon Cassander besturen Macedonië en Griekenland.
  - Antigonus I, bijnaam (de Eénoog) - krijgt het bestuur over Frygië en Cappadocië.
  - Lysimachus, krijgt het bestuur over Thracië en het noordwesten van Klein-Azië.
  - Ptolemaeus I, bestuurt Egypte met als hoofdstad Alexandrië.
  - Seleucus I, bestuurt Mesopotamië met als hoofdstad Babylon.
- Zeno van Citium, stichter van het Stoïcisme vestigt zich in Athene.

### Egypte
- Ptolemaeus I verovert Cyprus en Palestina.

## Geboren
- Lucius Caecilius Metellus Denter (~320 v.Chr. - ~284 v.Chr.), Romeins consul en veldheer

## Overleden
- Anaxarchos (~360 v.Chr. - ~320 v.Chr.), Grieks filosoof (40)
- Menaechmus (~380 v.Chr. - ~320 v.Chr.), Grieks wiskundige en geometrist (60)